# Maesteg Rugby Football Club
Maillots
Dernière mise à jour : 28 février 2013.
Maesteg RFC est un club gallois de rugby à XV basé dans la ville de Maesteg, et qui évolue dans le Championnat du pays de Galles de 3e division. Ses joueurs sont susceptibles d’être sélectionnés par les Cardiff Blues, franchise professionnelle qui dispute le Pro12 et la Coupe d’Europe.

## Histoire
Maesteg joue depuis la saison 2005-06 dans le championnat semi-professionnel du pays de Galles. 

## Palmarès
- Vainqueur du Championnat du pays de Galles en 1950 (non officiel)

## Joueurs célèbres
Maesteg a fourni quatre joueurs à l’équipe nationale du pays de Galles dont :
- Allan Bateman
- Ray Hopkins